# Susanne Arend
Susanne Arend (* 30. November 1962) ist eine deutsche Juristin. Sie ist seit 1. September 2016 Richterin am Bundesgerichtshof.

## Leben und Wirken
Arend wurde mit einer Arbeit über Die Bindung der Staatsanwaltschaft an die Rechtsprechung der Strafgerichte promoviert und trat 1994 in den Justizdienst des Landes Thüringen ein und war zunächst dem Landgericht Meiningen und dem Amtsgericht Gotha zugewiesen. Dort wurde sie 1997 zur Richterin am Amtsgericht ernannt. 2000 bis 2001 war sie an das Thüringer Oberlandesgericht, anschließend bis 2005 an den Thüringer Verfassungsgerichtshof abgeordnet. 2006 erfolgte ihre Ernennung zur Richterin am Thüringer Oberlandesgericht sowie ihre Abordnung an das Thüringer Justizministerium, in dem sie bis 2010 tätig war. Anschließend war sie am Thüringer Oberlandesgericht als Richterin tätig. Arend ist promoviert.
Mit ihrer Ernennung zur Richterin am Bundesgerichtshof wies sie das Präsidium dem III. Zivilsenat zu.